# Via Toledo

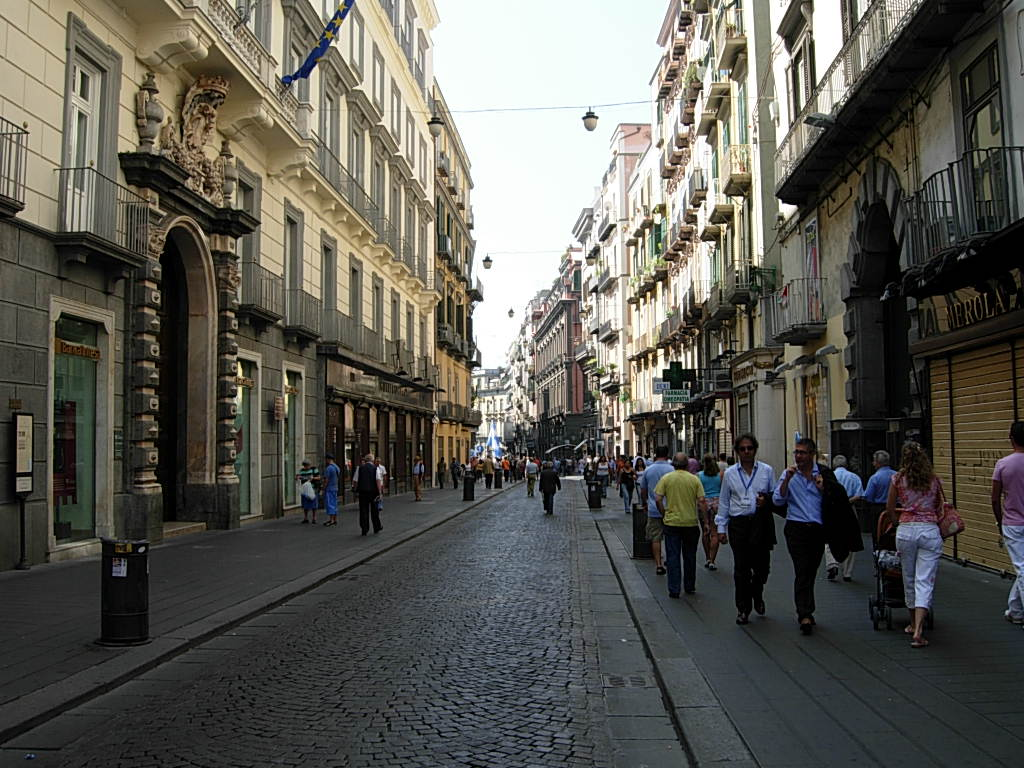
La Via Toledo en la actualidad.

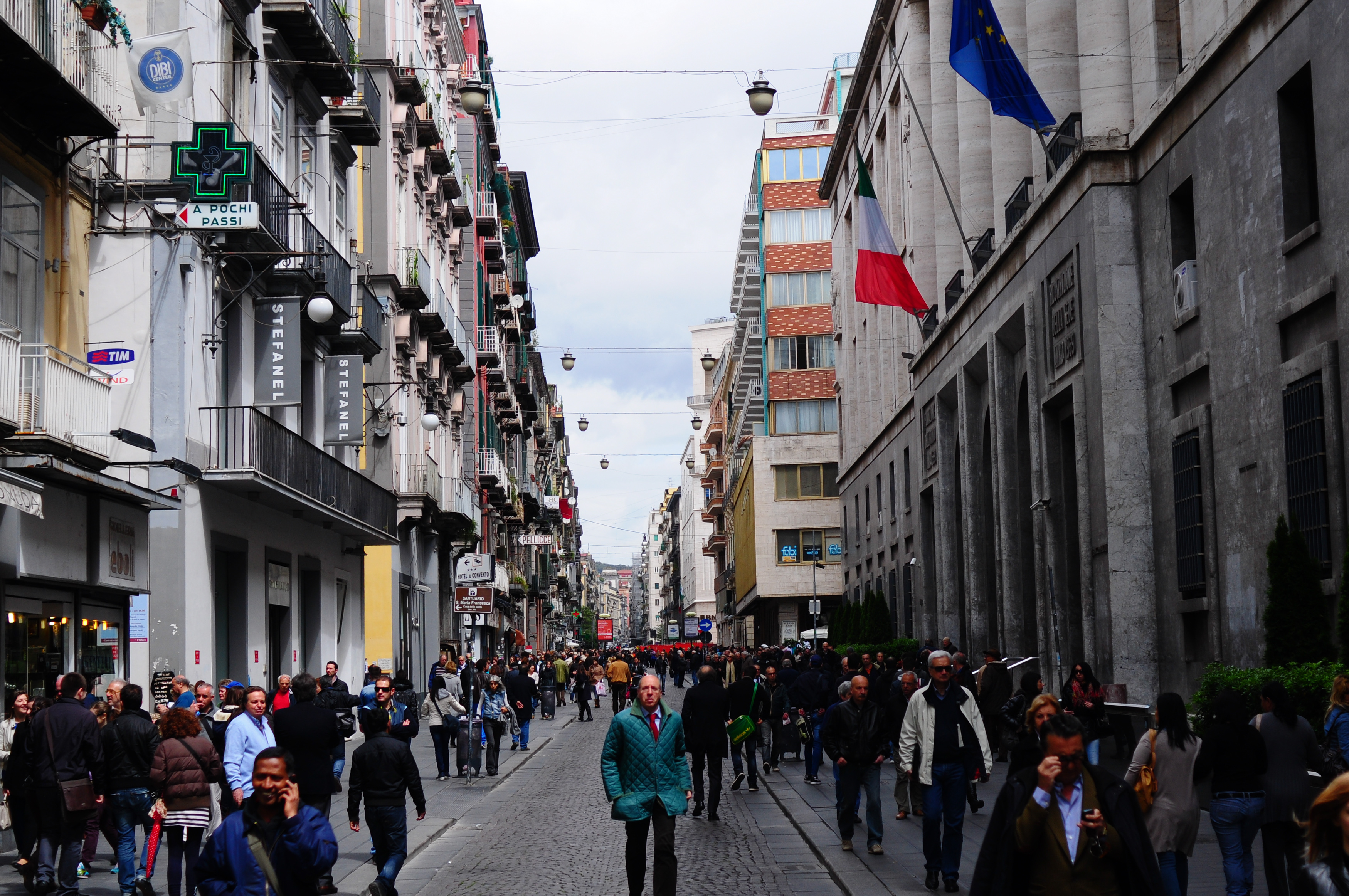
La Via Toledo a la altura del Banco di Napoli.

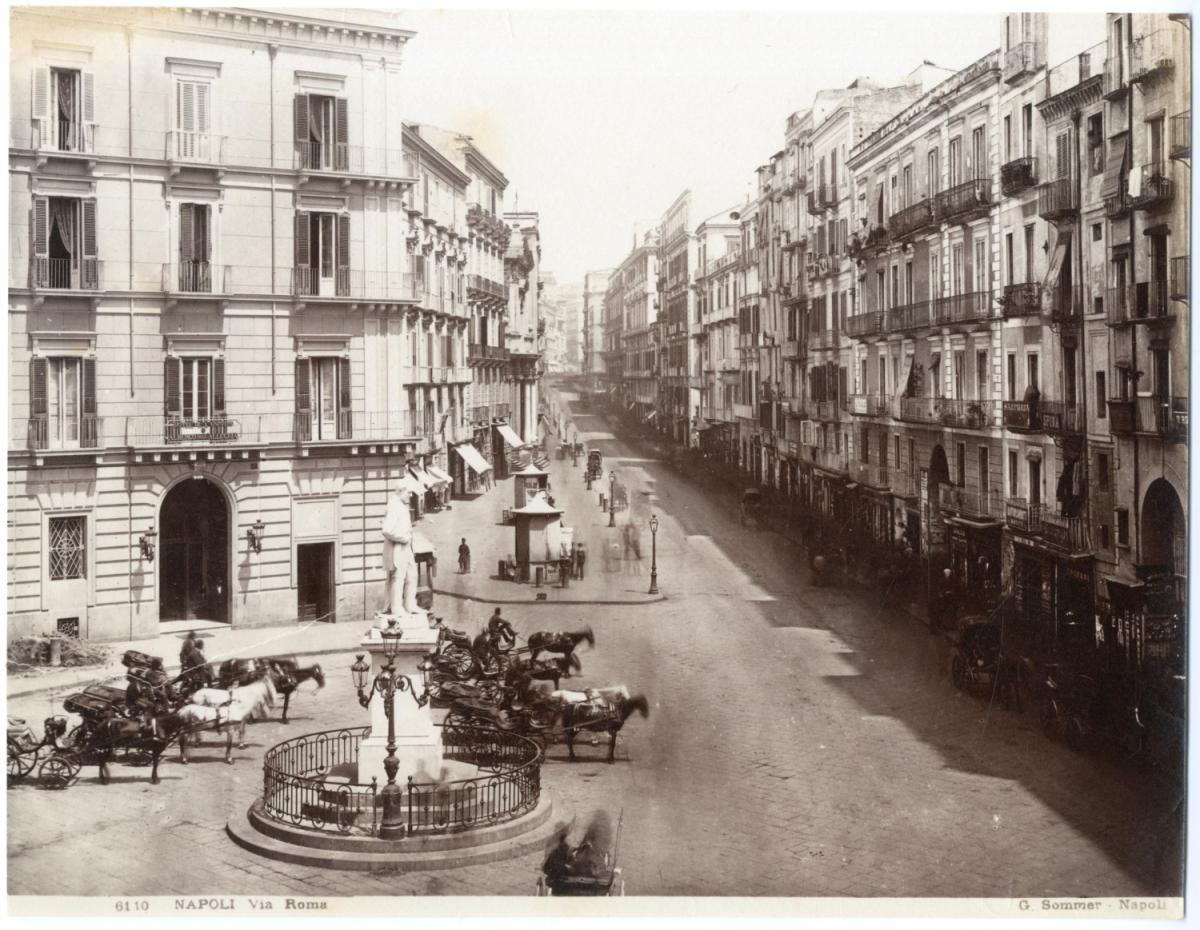
Via Toledo (a la altura de Piazza Carità) en 1870, todavía con el monumento a Carlo Poerio.

La Via Toledo es una de las calles más importantes de la ciudad de Nápoles, Italia, y tiene una longitud de 1,2 km aproximadamente.
La calle comienza en la Piazza Dante y termina en la Piazza Trieste e Trento. A lo largo de la calle se ramifican otras calles de notable importancia, y hay numerosas plazas, iglesias y palacios nobiliarios. Es uno de los lugares más destacados de la vida cultural y comercial de Nápoles desde el siglo XVI.

## Historia
Fue construida por deseo del virrey Pedro Álvarez de Toledo en 1536 según el proyecto de los arquitectos reales Ferdinando Manlio y Giovanni Benincasa. La calle discurría a lo largo de la antigua muralla occidental de época aragonesa que por las ampliaciones defensivas de don Pedro quedó obsoleta y por tanto se derribó. Esa es la causa por la que el nombre de Toledo resuena en suelo italiano, gracias a la iniciativa que tuvo el virrey de Nápoles de proyectar su apellido en esta vía, convertida desde el principio en uno de los lugares más emblemáticos de la ciudad, al punto de que ni el nombre de «Vía Roma», con el que fue rebautizada oficialmente en 1870, consiguió destronar su vieja denominación toledana del identitario napolitano. Al sur de esta gran larga calle en pendiente se encuentra la Pontificia Real Basílica de Santiago de los Españoles, donde se encuentra el hermosísimo mausoleo mandado construir por Pedro de Toledo para él y su mujer, doña María Osorio y Pimentel, la dama a la que Garcilaso de la Vega dedica el epíteto de «ilustre y hermosísima María» en sus cincuenta y dos endecasílabos de su Égloga III. Y casi enfrente de esta basílica, junto al puerto napolitano, se encuentra Castel Nuovo, la fortaleza entre cuyos muros ejerció de cortesano y lugarteniente militar el protegido del virrey, su paisano, el poeta Garcilaso de la Vega, gracias a quien se introdujeron en lengua castellana los modelos poéticos de esplendor renacentista.

Con el curso de los siglos su fama creció debido a los viajes del Grand Tour y algunas citas en las canciones napolitanas.
Entre los años treinta y mediados del siglo XX, se demolió una zona al este de la calle para el "risanamento" del Rione Carità (la actual zona Guantai Nuovi-Via Cervantes) y la posterior construcción (en el lugar de los antiguos palacios) de edificios de volumetría excepcional respecto a la estructura viaria, muy resentativos de la especulación inmobiliaria producida en la época de la administración de Achille Lauro.
Desde el 18 de octubre de 1870 hasta 1980 la calle se llamó Via Roma en honor a la nueva capital del Reino de Italia. Fue el alcalde Paolo Emilio Imbriani quien tomó esta decisión impopular que suscitó numerosas reacciones contrarias, empezando por la del historiador Bartolommeo Capasso que, a pesar de que se declaró a favor de la unidad de Italia, definió el cambio de nombre como «una denominación reciente que desconoce la historia que quiere cambiar».
En la ciudad se difundió una rima que recitaba: «Nu' ritto antico, e 'o proverbio se noma,  rice: tutte 'e vie menano a Roma;  Imbriani, 'a toja è molto diversa,  non mena a Roma ma mena a Aversa» (en napolitano, "En el dicho antiguo, y el proverbio, todas las calles llevan a Roma;  Imbriani, la tuya es muy distinta, no lleva a Roma sino a Aversa") (en Aversa se encontraba el primer manicomio de Italia, la Real Casa dei matti, que abrió en 1813).
En 2012 se inauguró la estación Toledo del Metro de Nápoles y se peatonalizó completamente desde la Via Armando Díaz hasta la Piazza Trieste e Trento.
La calle fue citada por Stendhal, quien escribió: " Parto. non dimenticherò né la via Toledo né tutti gli altri quartieri di Napoli; ai miei occhi è, senza nessun paragone, la città più bella dell'universo." (da Rome , Naples, Florence, a cura di H. Marineau, París, Le divan, 1927 vol III, p. 22, annotazione dell'8 de marzo de 1817) (en español, “Parto. No olvidaré ni la Via Toledo ni todos los otros barrios de Nápoles; a mis ojos es, sin comparación, la ciudad más bella del universo”).
Conocida por los napolitanos como 'Tuleto' los compositores locales Renato Carosone y Nicola Salerno incluyeron esta calle en su tema Tu vuò fà l'americano: "Puorte o cazone cu 'nu stemma arreto / 'na cuppulella cu 'a visiera alzata. / Passe scampanianno pe' Tuleto / camme a 'nu guappo pe' te fa guardà!".

## Monumentos

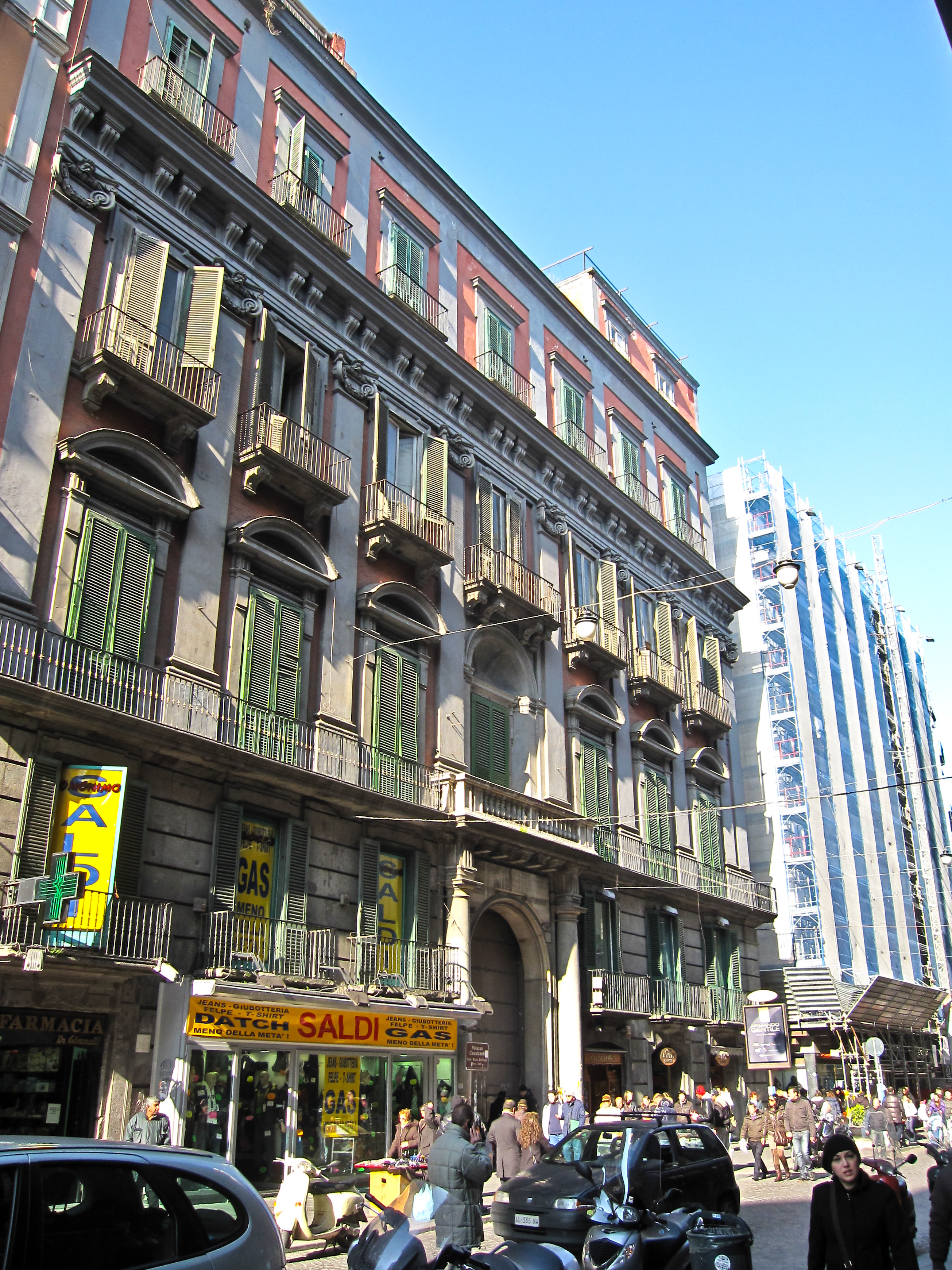
El Palazzo Cavalcanti.

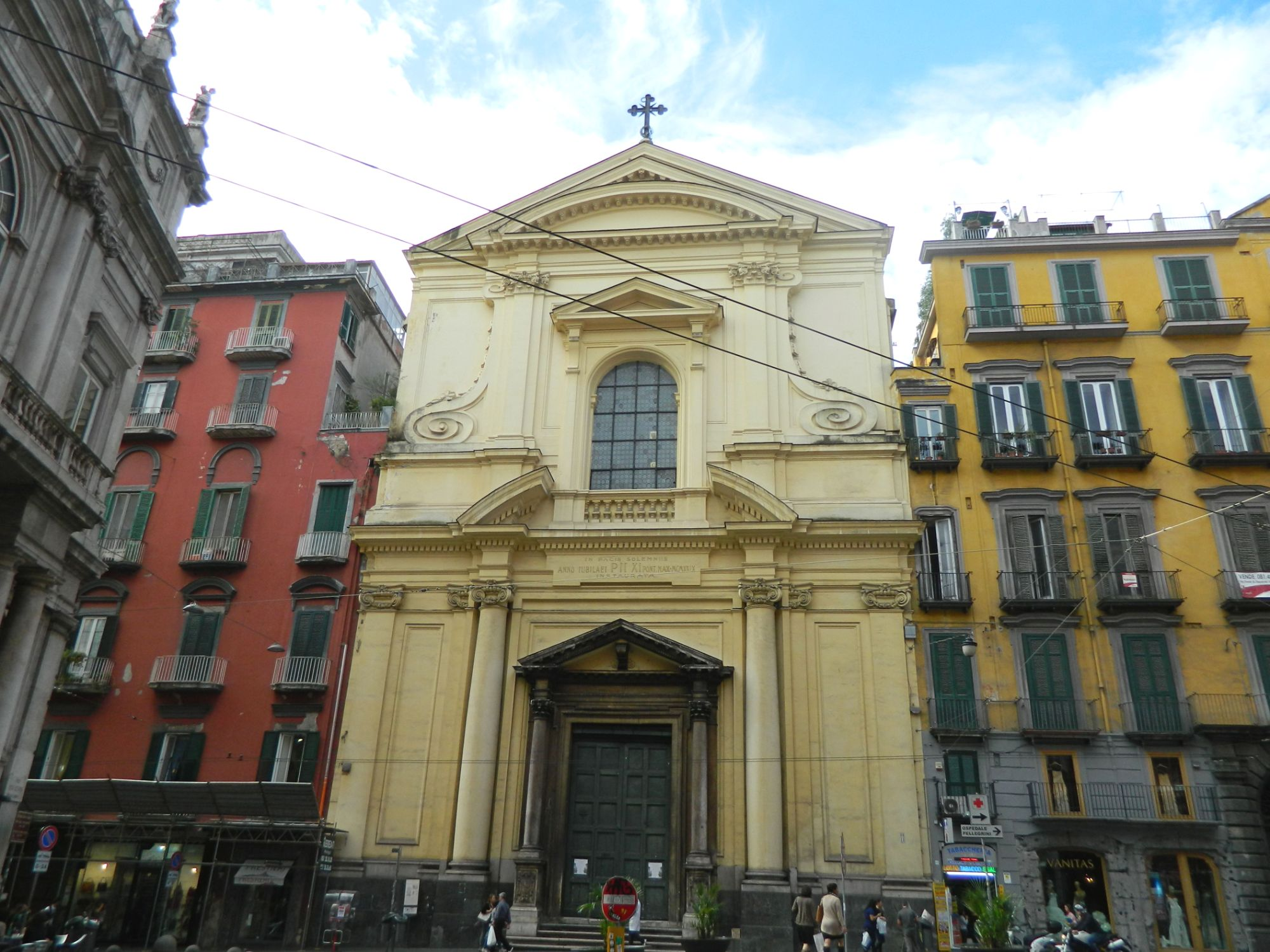
La Basilica dello Spirito Santo.

La calle es uno de los principales lugares turísticos de la ciudad, ofreciendo un gran número de edificios monumentales civiles y religiosos, además de unir dos importantes plazas de la ciudad. 
Entre los principales lugares de interés histórico-arquitectónico de la calle están (desde la Piazza Trieste e Trento hacia la Piazza Dante):
- Palazzo Cirella;
- Galleria Umberto I;
- Palazzo Berio;
- Palazzo Barbaja;
- Palazzo De Sinno;
- Palazzo del Banco di Napoli;
- Palazzo Zevallos;
- Palazzo Monaco di Lapio;
- Palazzo Lieto;
- Palazzo Tocco di Montemiletto;
- Palazzo della Banca Nazionale del Lavoro;
- Chiesa di Santa Maria delle Grazie a Toledo;
- Palazzo Buono;
- Palazzo Cavalcanti;
- Palazzo del Nunzio Apostolico;
- Palazzo Trabucco;
- Palazzo Mastelloni;
- Palazzo dell'INA;
- Palazzo Della Porta;
- Chiesa di San Nicola alla Carità;
- Palazzo del Conservatorio dello Spirito Santo;
- Palazzo Doria d'Angri;
- Basilica dello Spirito Santo;
- Palazzo De Rosa.